# Удєльна (платформа, Санкт-Петербург)
Удєльна — в минулому — залізнична станція Фінляндської залізниці, на початок ХХІ сторіччя — платформа Жовтневої залізниці на дільниці Санкт-Петербург-Фінляндський — Виборг між станцією Ланська та платформою Озерки. Разом з однойменною станцією метро та трамвайним кільцем утворює великий транспортний вузол з великим пасажирообігом.

## Історія
Станція отримала свою назву через розташування в історичному районі Санкт-Петербурга — Удєльна. Будівля вокзалу побудована фінським архітектором Бруно Грангольмом.
Станція була порівняно велика, але колійний розвиток малий — дві обгінні колії та одна вантажно-розвантажувальна колія з тупиковим відгалуженням на охоплення обох сторін раніше існуючого дерев'яного пакгаузу. Всі ці колії демонтовані в середині 1990-х років, як і всі стрілки. У 2003 — 2004 роках остаточно демонтовано під'їзну колію до об'єднання «Світлана». Таким чином, станція перетворилася в зупинний пункт.

## Галерея

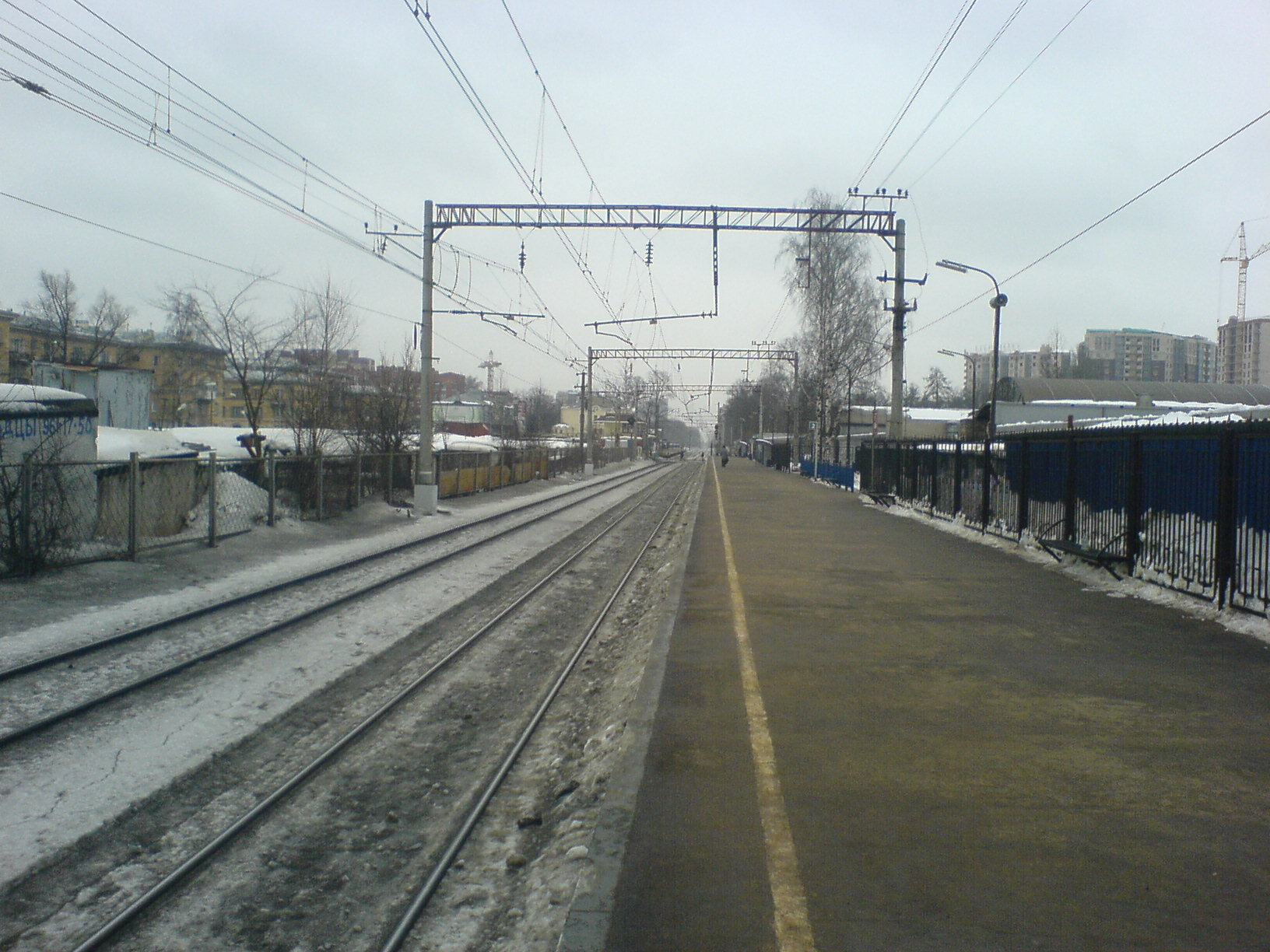
Платформа 2 ст. «Удєльна». Вид на Санкт-Петербург
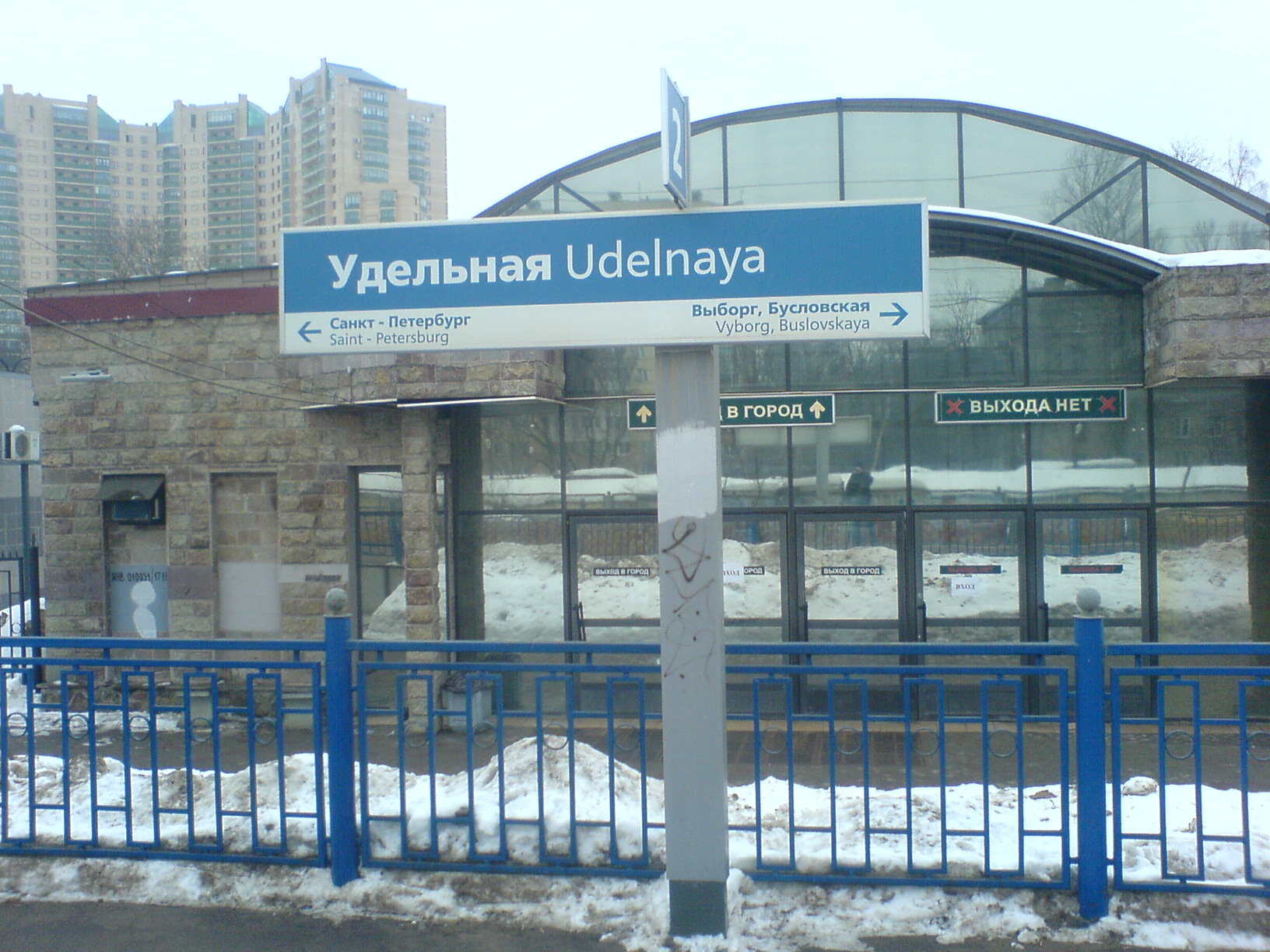
Табличка Табличка з найменуванням «Удєльна»
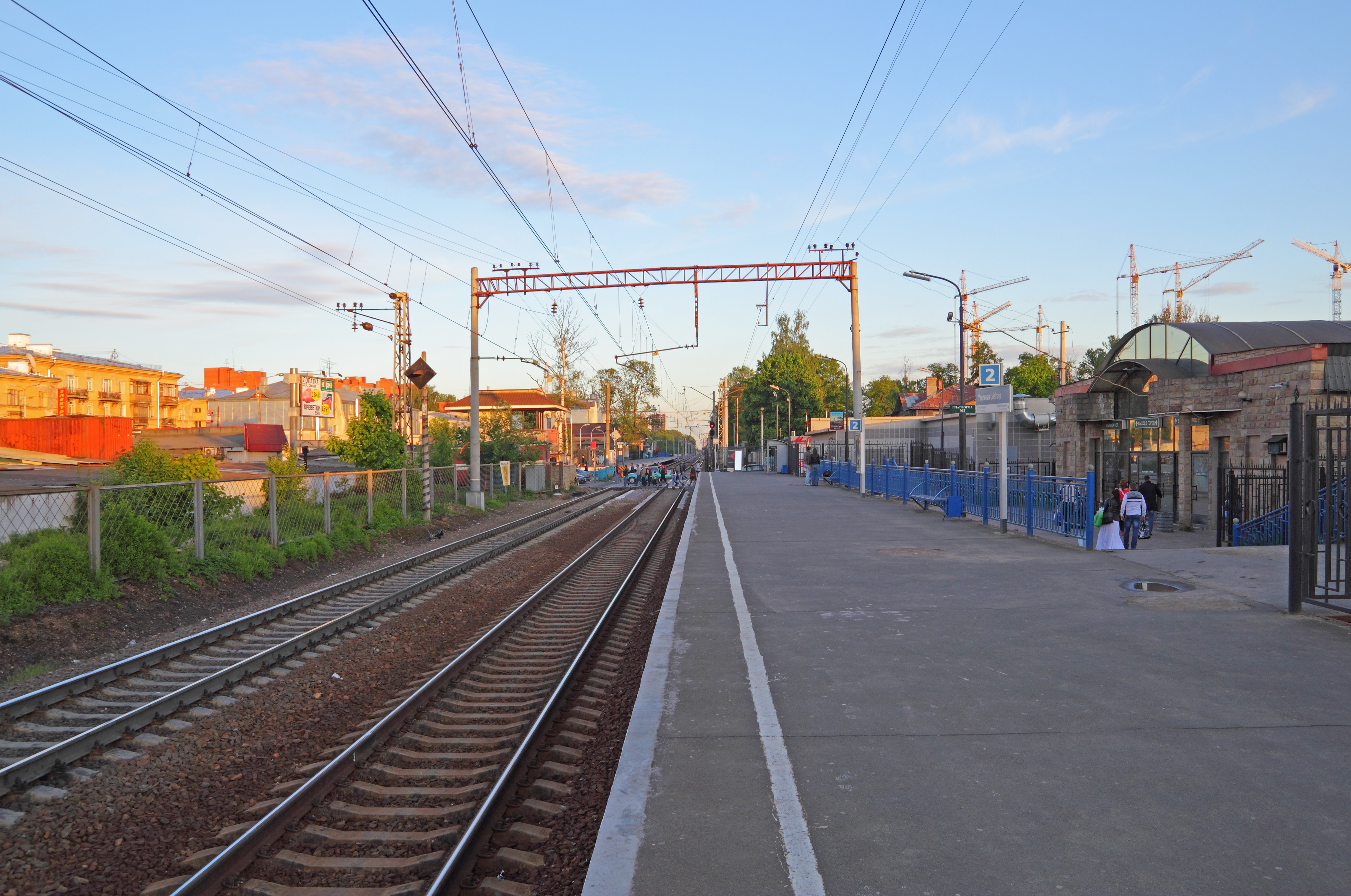
Південна платформа  «Удєльної»
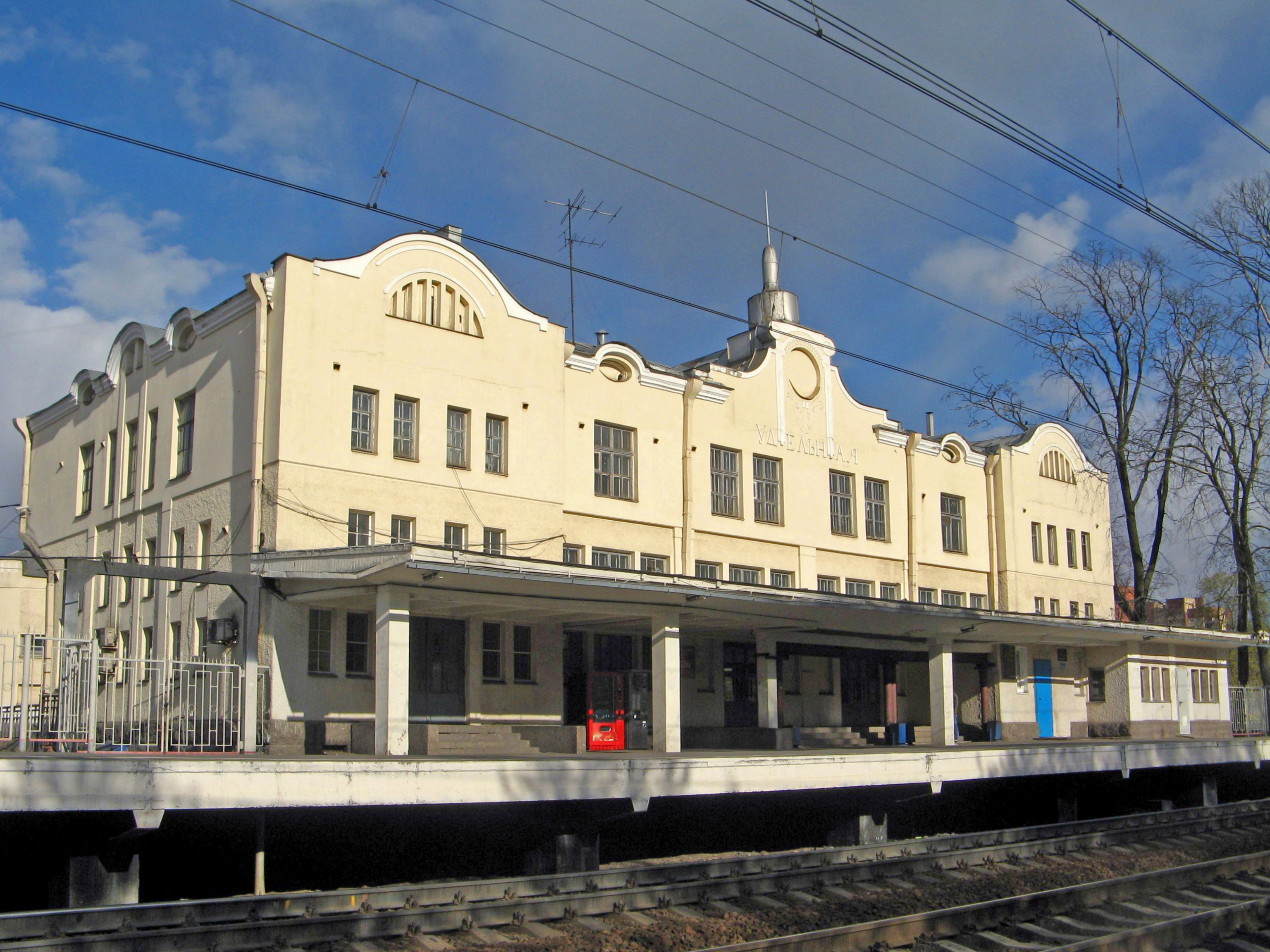
Будівля вокзалу з боку колій
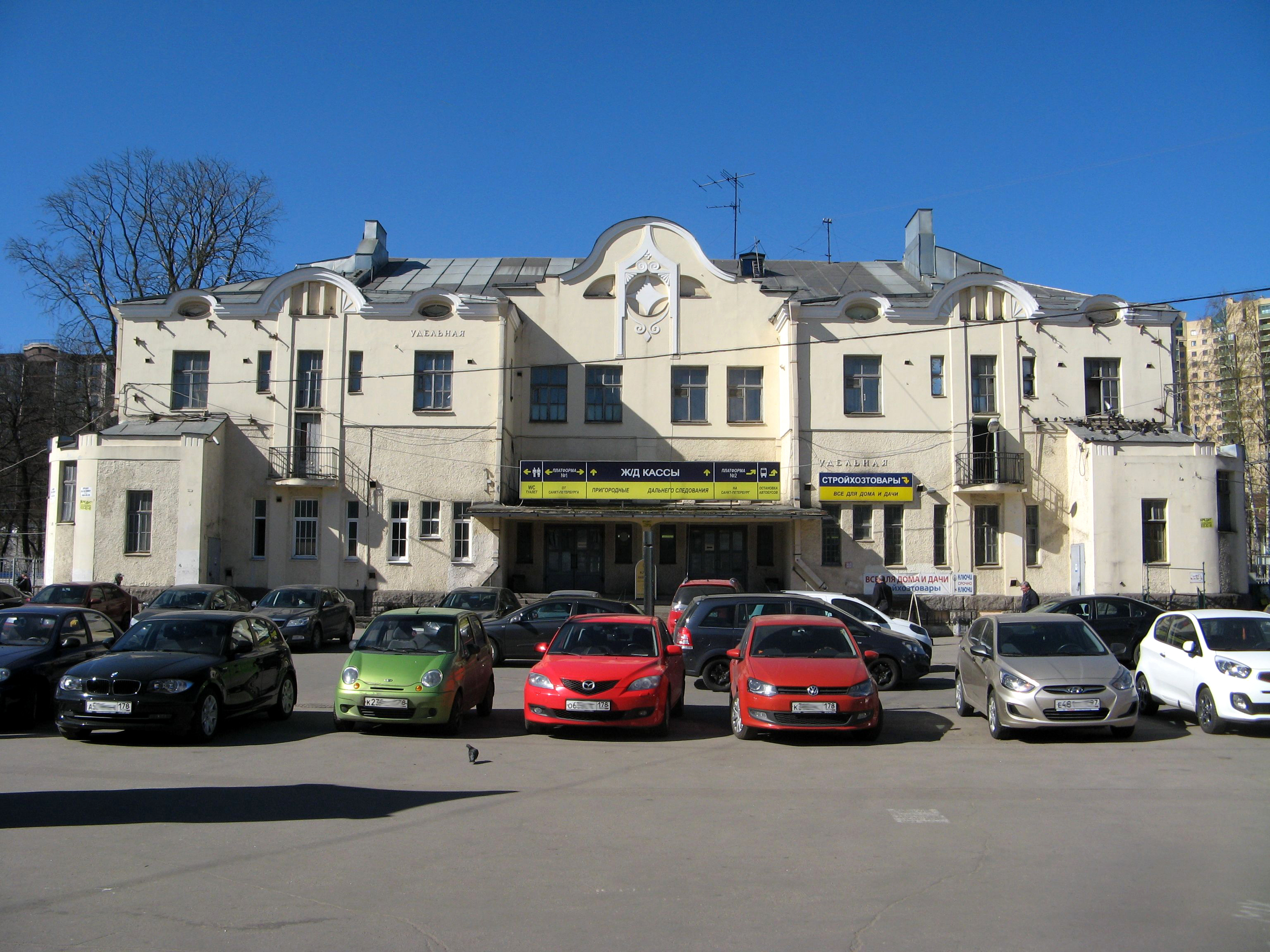
Будівля вокзалу з боку міста